# Joana de Áustria, Princesa de Portugal
Joana de Áustria, Joana de Espanha ou ainda Joana de Habsburgo (em castelhano: Juana de Austria; Madrid, 24 de junho de 1535 — El Escorial, 7 de setembro de 1573) foi arquiduquesa da Áustria, infanta de Espanha e Princesa Herdeira Consorte de Portugal através de seu casamento com João Manuel. Era a quarta filha do casamento do imperador Carlos V (Carlos I de Espanha) com Isabel de Portugal.

## Biografia

### Primeiros anos

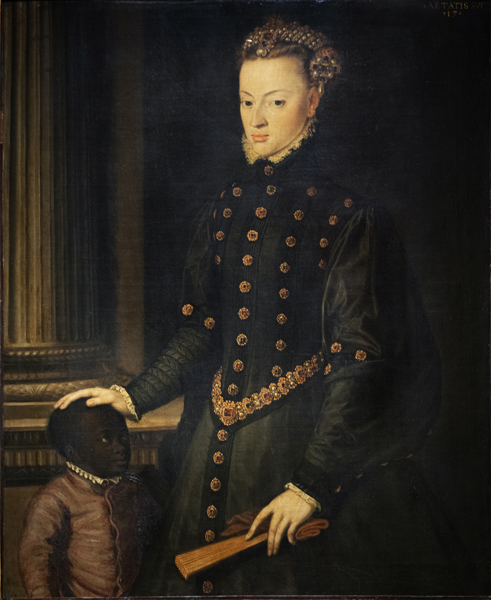
Joana da Áustria, Princesa de Portugal; de Cristóvão de Morais, 1551.

Nascida na corte real de Madrid, Joana era filha de Carlos I de Espanha e sua esposa Isabel de Portugal. Portanto, seus avós paternos eram Filipe I de Castela e Joana de Castela, e seus avós maternos eram Manuel I de Portugal e Maria de Aragão. Ela era irmã do rei Filipe II de Espanha e Maria da Áustria.
Entre outros, Joana possuía os títulos de arquiduquesa da Áustria, infanta da Espanha e princesa de Borgonha.
Nomeada para o dia do santo de seu nascimento (24 de junho é a Natividade de São João Batista) e em homenagem a sua avó paterna, Joana de Castela, Joana da Áustria ficou sem mãe aos quatro anos de idade e foi confiada a Dona Leonor de Mascareñas. Aos oito anos, ela conseguia entender latim e tocar vários instrumentos musicais.

### Princesa de Portugal
Em 11 de janeiro de 1552, aos dezessete anos, casou-se com seu primeiro primo duplo, o príncipe herdeiro de quinze anos de idade, João Manuel de Portugal, por procuração em Toro. Ela chegou à corte portuguesa em novembro de 1552.
O casamento foi interrompido quando João Manuel morreu de tuberculose aos dezesseis anos em 2 de janeiro de 1554. No entanto, Joana estava grávida naquela época, e o futuro rei português Sebastião I nasceu em 20 de janeiro de 1554. 
Joana voltou à Espanha em maio de 1554, a pedido de seu pai, deixando seu filho recém-nascido com sua sogra, a rainha portuguesa Catarina de Áustria, que era a irmã mais nova de Carlos.

### Volta à Espanha

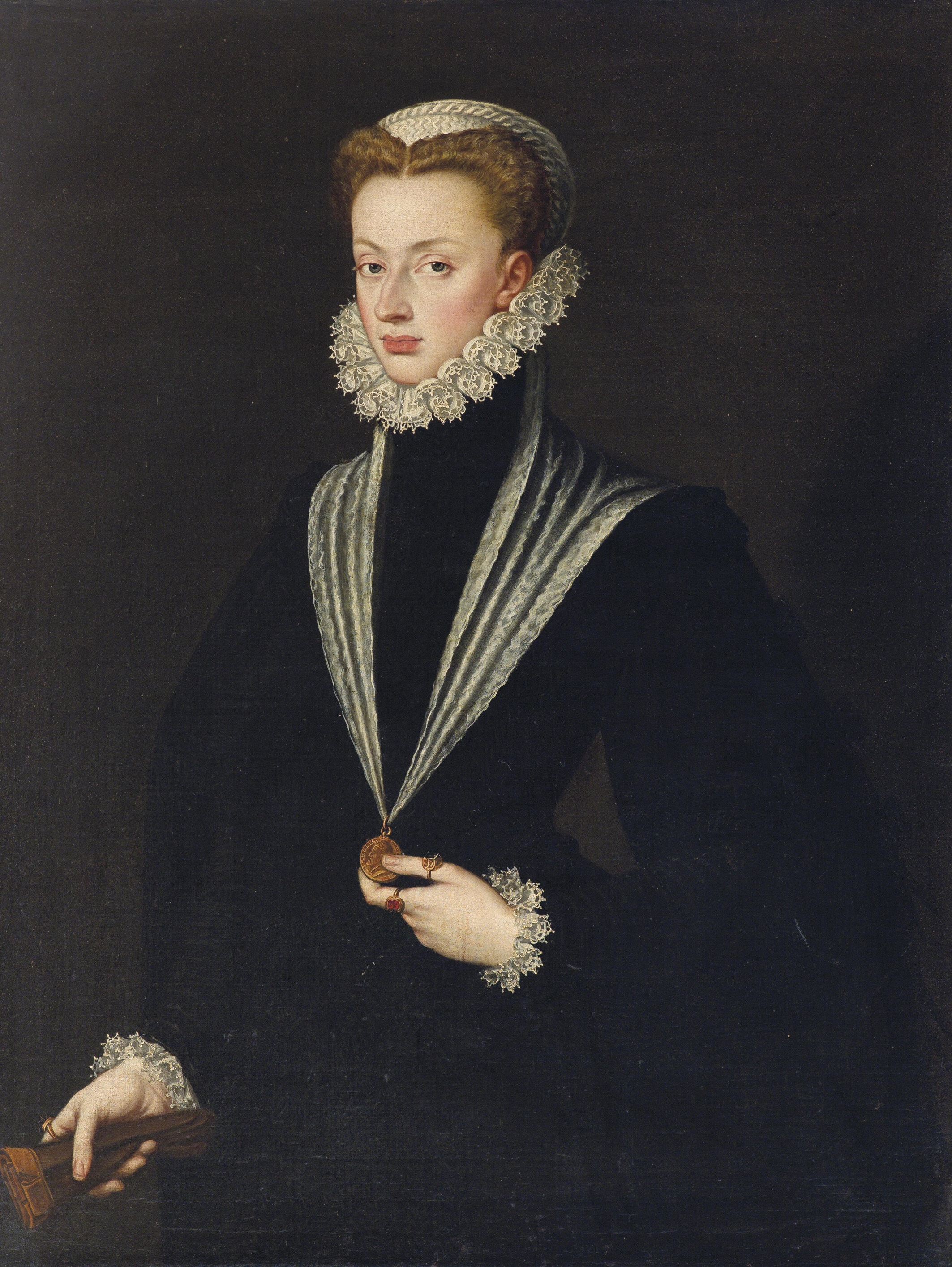
Retrato por Sofonisba Anguissola, da década de 1550.

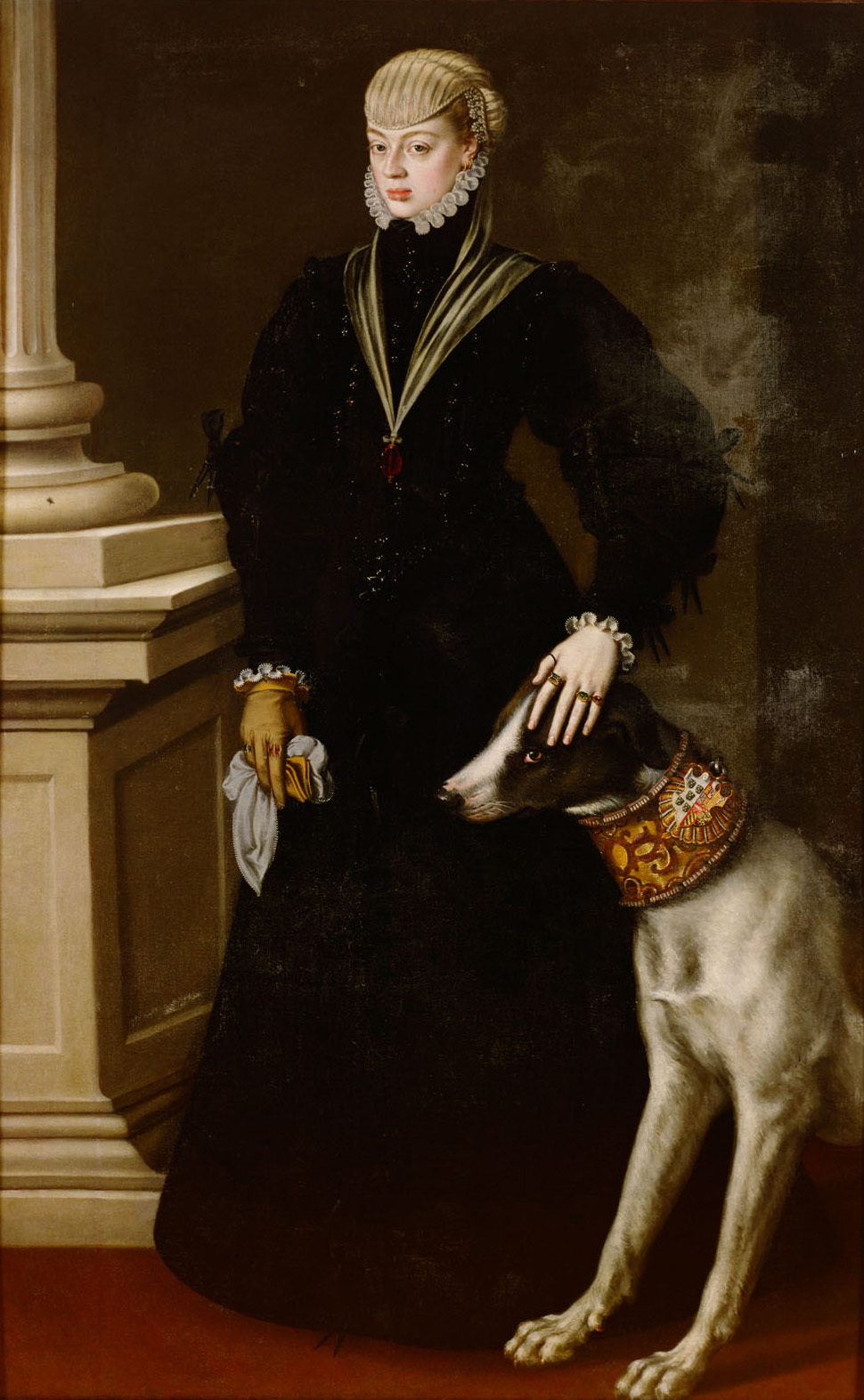
Retrato por Alonso Sánchez Coello, 1557, no Kunsthistorisches Museum.

Logo após o nascimento de Sebastião, Joana foi chamada de volta a Madrid por seu irmão Filipe para atuar como regente durante sua ausência na Inglaterra a partir de 1554. Ela ocupou esse papel com inteligência e eficiência. Joana nunca se casou e nunca voltou a Portugal. Ela nunca mais viu seu filho Sebastião, embora tenha mandado cartas e retratos dele pintados em várias idades para que ela pudesse ver como ele era.
Em 1557, Joana fundou o Convento de Nossa Senhora da Consolação para as monjas da Ordem das Clarissas, também conhecidas como Clarissas Descalças,  porque não usavam sapatos cobertos só andava descalço ou em sandálias, agora conhecido como Convento de Las Descalzas Reales, ou convento da realeza descalça, em parte devido à sua afiliação e que o convento continuava atraindo mulheres aristocráticas como freiras. Este convento é agora um monumento nacional e possui uma coleção de arte. Foi fundada no palácio real onde Joana nasceu e onde Carlos V viveu em Madrid.
Joana interveio repetidamente em favor da nova Ordem dos Jesuítas, fundada por Inácio de Loyola. Em 1555, acredita-se que ela tenha sido admitida clandestinamente na ordem jesuíta masculina, sob o nome de um pseudônimo, Mateo Sánchez.
O seu desaparecimento, em 1573, logo seguido pelo do Rui Gomes da Silva, príncipe de Éboli, ditou o fim da relativa tolerância que até então fora vivida. O seu sepulcro, obra de Pompeo Leoni, que trabalhava em El Escorial, está no convento das Descalças.

Brasão da princesa Joana